# Fratelli del Sacro Cuore
I Fratelli del Sacro Cuore (in latino Fratres a Sacratissimo Corde Jesu) sono un istituto religioso maschile di diritto pontificio: i membri di questa congregazione laicale pospongono al loro nome la sigla S.C.

## Storia

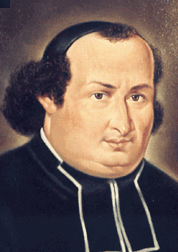
André Coindre, fondatore della congregazione

Il 23 settembre 1821 il sacerdote francese André Coindre (1787-1826) radunò presso il Pieux secours, un edificio di Lione da lui acquistato per farne una scuola, una comunità di due insegnanti e otto ragazzi abbandonati da lui raccolti e predicò loro un ritiro spirituale di sei giorni: il 30 settembre 1821, presso il santuario di Notre-Dame de Fourvière, gli insegnanti emisero la loro professione dei voti religiosi dando formalmente inizio alla congregazione. Nel 1822 venne aperto anche un noviziato.
Dopo la morte di Coindre il governo dell'istituto passò a suo fratello François-Vincent, uomo privo di capacità amministrativa, e lo sviluppo dei Fratelli del Sacro Cuore subì una battuta d'arresto: nel 1841 venne eletto superiore fratel Policarpo, al secolo Jean-Hippolyte Gondre (1801-1859), che dotò la congregazione di una legislazione propria (ispirata alla regola di Sant'Agostino e alle costituzioni della Compagnia di Gesù) e ne consolidò l'organizzazione. Nel 1851 ottenne dal governo il permesso di aprire scuole e orfanotrofi in tutti i dipartimenti francesi.
La congregazione ottenne il pontificio decreto di lode il 16 marzo 1891; venne approvata il 22 luglio 1894 e le sue costituzioni nel 1927.

## Attività e diffusione
I Fratelli del Sacro Cuore si dedicano all'istruzione e all'educazione cristiana della gioventù, anche nelle terre di missione.
Sono presenti in Europa (Francia, Italia, Regno Unito, Spagna), in America (Argentina, Brasile, Canada, Cile, Colombia, Haiti, Perù, Stati Uniti, Uruguay), in Africa (Burkina Faso, Camerun, Costa d'Avorio, Guinea, Kenya, Lesotho, Madagascar, Mali, Senegal, Ciad, Togo, Uganda, Zambia, Zimbabwe), in Oceania (Nuova Caledonia, Vanuatu, Wallis e Futuna) e nelle Filippine: la sede generalizia è a Roma.
Al 31 dicembre 2015, la congregazione contava 153 case e 997 religiosi, 22 dei quali sacerdoti.